# 何塞·安东尼奥·格里尼安
何塞·安东尼奥·格里尼安·马丁内斯（西班牙語：José Antonio Griñán Martínez，1946年6月7日—）是西班牙工人社会党政治家。2009年至2013年担任安达卢西亚自治政府主席。

## 生平
1946年出生于马德里，后随家人搬到安達盧西亞，毕业于塞维利亚大学法学专业。以高分通过全国公务员考试后开始了职业生涯。1970年被安排到萨拉戈萨担任劳动监察员，1974年回到塞维利亚。1980年代初加入西班牙工人社会党，开始在安达卢西亚自治区政府工作。1990年至1991年担任自治政府卫生部长。1992年1月接替辞职的巴尔韦德在冈萨雷斯内阁中出任卫生与消费大臣。1993年至1996年出任劳动与社会保障大臣。
2004年4月，他被安达卢西亚自治政府主席查维斯任命为经济与财政部长。2008年再次当选，并兼任第二副主席。2009年4月22日在安达卢西亚自治区议会中当选自治政府主席。任期至2013年9月5日结束。之后，他接受了安达卢西亚特大贪污腐败案调查。2015年6月离开了参议院。2016年9月被检方判处6年有期徒刑。